# Seleção Antilhana de Futebol
A Seleção Antilhana de Futebol foi o time nacional das Antilhas Neerlandesas, que as representou nas competições internacionais de futebol.
Após a dissolução das Antilhas Neerlandesas em 10 de outubro de 2010, as cinco ilhas constituintes assumiram seus novos status constitucionais no âmbito do Reino dos Países Baixos, formando dois novos países (Curaçau e São Martinho Neerlandês) e três novos municípios especiais dos Países Baixos.
No momento da dissolução, o time estava prestes a competir no torneio de qualificação para a Copa do Caribe de 2010. São Martinho Neerlandês e Bonaire possuíam equipes nacionais de futebol já como membros efetivos da CONCACAF, mas não da FIFA. Curaçau então tornou-se a sucessora das Antilhas Neerlandesas como membro da FIFA.

## Títulos

### Títulos oficiais
| EVENTOS MULTIESPORTIVOS | EVENTOS MULTIESPORTIVOS             | EVENTOS MULTIESPORTIVOS | EVENTOS MULTIESPORTIVOS |
|                         | Competição                          | Vezes                   | Ano                     |
| ----------------------- | ----------------------------------- | ----------------------- | ----------------------- |
|                         | Jogos Pan-Americanos                | 1                       | 1955                    |
|                         | Jogos Centro-Americanos e do Caribe | 1                       | 1962                    |
|                         | Jogos Centro-Americanos e do Caribe | 3                       | 1959, 1966, 1970        |

### Títulos não-oficiais
| Torneios amistosos | Torneios amistosos | Torneios amistosos | Torneios amistosos |
|                    | Competição         | Vezes              | Ano                |
| ------------------ | ------------------ | ------------------ | ------------------ |
|                    | Phillip Seaga Cup  | 1                  | 1963               |
|                    | Polar Cup          | 1                  | 2004               |
|                    | Parbo Bier Cup     | 1                  | 2004               |

## Antilhas Neerlandesas naCopa do Mundo
- 1930 a 1954 - Não disputou
- 1958 a 2010 - Não se classificou

### Eliminatórias para a Copa do Mundo 2010
| Fase | Data                   | Mandante              | Placar | Visitante             |
| ---- | ---------------------- | --------------------- | ------ | --------------------- |
| 1ª   | 6 de fevereiro de 2008 | Nicarágua             | 0-1    | Antilhas Neerlandesas |
| 1ª   | 26 de março de 2008    | Antilhas Neerlandesas | 2-0    | Nicarágua             |
| 2ª   | 15 de junho de 2008    | Haiti                 | 0-0    | Antilhas Neerlandesas |
| 2ª   | 22 de junho de 2008    | Antilhas Neerlandesas | 0-1    | Haiti                 |

## Antilhas Neerlandesas naCopa Ouro
- 1991 - Não disputou
- 1993 - Abandonou
- 1996 - Não se classificou
- 1998 - Não se classificou
- 2000 - Não se classificou
- 2002 - Não disputou
- 2003 - Não se classificou
- 2005 - Abandonou
- 2007 - Não se classificou
- 2011 - Não se classificou

## Antilhas Neerlandesas nosJogos Pan-Americanos
- 1951 - Não competiu
- 1955 - Medalha de bronze
- 1959 a 2007 - Não competiu

## Treinadores
| - Pedro Celestino da Cunha (1957–1965) - Wilhelm Canword (1973–1978) - Edmundo Confesor (1980) - Rob Groener (1983–1985) - Morris Isenia (1984) - Wilhelm Canword (1988) - Jan Zwartkruis (1992–1994) | - Etienne Siliee (1996) - Henry Caldera (2000) - Pim Verbeek (2004) - Etienne Siliee (2005–2007) - Leen Looijen (2008) - Remko Bicentini (2009–2010) - Henry Caldera (2010) |